# Procometis
Procometis é um gênero de traça pertencente à família Agonoxenidae.